# Spurenelement
Spurenelement (auch Mikroelement) wird allgemein ein chemisches Element genannt, das nur in geringer Konzentration oder Spuren vorkommt; bei äußerst geringer Konzentration wird auch von Ultra-Spurenelement gesprochen.
Die Häufigkeiten chemischer Elemente unterscheiden sich erheblich, betrachtet man ihr Vorkommen im Sonnensystem, im Planeten Erde, in Gesteinen der Erdkruste, im Wasser von Ozeanen oder beispielsweise im menschlichen Körper. Innerhalb der jeweiligen Häufigkeitsverteilung werden die häufigen Elemente als Mengenelemente von den seltenen Spurenelementen geschieden.
Während in der Geochemie Stoffanteile und Begleitelemente von Gesteinen und Mineralen in Konzentrationen unter 0,1 % bzw. 1000 ppm als Spurenelemente bezeichnet werden, bevorzugt die analytische Chemie meist einen Schwellenwert von 100 ppm bzw. 100 µg/g (= 100 mg/kg) oder 0,01 %. Davon zu unterscheiden ist der enger gefasste biologische Begriff:
Als essentielle Spurenelemente werden in der Biologie chemische Elemente bezeichnet, die für ein Lebewesen – umgangssprachlich meist auf den Menschen bezogen – (essentiell) nötig sind und in Massenanteilen von weniger als 50 mg/kg im Organismus vorkommen. Bei Konzentrationen von weniger als 1 µg/kg wird gelegentlich auch von Ultraspurenelementen gesprochen. Mikroelemente gehören zu den Mikronährstoffen.

## Für den Menschen essentielle Spurenelemente
Eine zu geringe Menge oder gar das Fehlen essentieller Spurenelemente ruft in Lebewesen Mangelerkrankungen hervor. Durch solche Mangelerscheinungen – etwa einer Anämie bei Eisenmangel oder einer Schilddrüsenvergrößerung bzw. -unterfunktion bei Iodmangel – wird die Unentbehrlichkeit (Essentialität) eines Elementes offensichtlich. Andererseits können auch Spurenelemente – wie jeder Stoff ab einer gewissen Dosis – in zu hohen Mengen nachteilige Folgen haben.
Spurenelemente werden üblicherweise beim Essen und Trinken mit der Nahrung aufgenommen, die sie in Spuren enthält. Bei verminderter Aufnahme, vermehrter Ausscheidung oder erhöhtem Bedarf kann es zu einer Unterversorgung des Körpers mit Spurenelementen kommen. Mögliche Gründe dafür sind
- Ernährungsgewohnheiten – z. B. geringe Auswahl, einseitige Bevorzugung, besondere Zubereitungsformen bzw. abtrennende Aufbereitungsprozesse von Lebensmitteln
- Regionale Gegebenheiten – beispielsweise sehr geringes Vorkommen in Ackerboden oder Trinkwasser
- erhöhter Verlust, etwa durch Durchfallerkrankungen oder starkes Schwitzen
- veränderte Bedingungen für Aufnahme, Ausscheidung und Bedarf bei unterschiedlichen Stoffwechselerkrankungen

Medizinisch wird Eisen (Fe) wegen seiner Wirkungsweise den Spurenelementen zugeordnet, im Menschen ist es durchschnittlich mit etwa 60 mg/kg enthalten.
Fluor (F) zählt dagegen nicht zu den essentiellen Spurenelementen, allerdings hat Fluorid (F−) einen Karies vorbeugenden Effekt. Als angemessene Fluoridzufuhr für Erwachsene empfiehlt das Bundesinstitut für Risikobewertung (Jahr 2006) auch bei schwangeren und stillenden Müttern eine durchschnittliche Gesamtmenge von 3,1 mg pro Tag. Ein ähnlicher Wert von 0,05 mg/kg Körpergewicht für die tägliche Zufuhr wird von dem die EU-Kommission wissenschaftlich beratenden Ausschuss für Nahrungsmittelsicherheit empfohlen (Jahr 2013). Die tägliche Höchstmengenempfehlung (Tolerable Upper Intake Level, UL) beträgt 7 mg für Erwachsene bzw. 0,1 mg/kg Körpergewicht. Eine zu hohe Fluoridzufuhr kann zu einer Fluorose der Zähne (dentale Fluorose) und des Skeletts (ossäre Fluorose) führen.
Für eine Reihe von Spurenelementen sehr geringer Konzentration ist bis heute ungeklärt, ob sie nur als akzidenteller („zufälliger“) Bestandteil im Menschen vorkommen oder ob ihnen irgendeine physiologische Funktion zukommt. Diese werden als Ultra-Spurenelemente bezeichnet.

### Auflistung von Spurenelementen
Für den Menschen essentielle Spurenelemente sind:
- Cobalt (Co), als Komponente von Vitamin B12
- Eisen (Fe)
- Iod (I), Aufnahme als Iodid (I−)
- Kupfer (Cu)
- Mangan (Mn)
- Molybdän (Mo)
- Selen (Se)
- Zink (Zn)

Für den Menschen möglicherweise essentielle Spurenelemente sind:
- Arsen (As)
- Bor (B)
- Chrom (Cr)
- Nickel (Ni)
- Rubidium (Rb)
- Silicium (Si)
- Vanadium (V)
- Zinn (Sn)

| Element  | Gute Quelle | Bedeutung für den Körper | Empfohlene Zufuhr pro Tag         |
| -------- | --- | --- | --------------------------------- |
| Chrom    | Fleisch, Vollkornprodukte, Pflanzenöle, Bier (In Westeuropa ist Stahl (Verarbeitung, Kochgeschirr) die wichtigste Quelle) | ungeklärt/umstritten, Glucosestoffwechsel | 20–100 µg (Schätzwert), 30–140 µg |
| Cobalt   | Tierische Produkte aller Art | Bestandteil von Cobalamin (Vitamin B12), nur als solcher essentiell | 0,2 µg, keine Empfehlung          |
| Eisen    | Schweineleber, Sauerkraut u. a. Eisen aus pflanzlichen Nahrungsmitteln wird allgemein schlechter resorbiert, durch gleichzeitige Aufnahme von reduzierenden Nahrungsbestandteilen, insbesondere Ascorbinsäure (Vitamin C), kann die Resorptionsrate bei pflanzlichem Eisen aber deutlich erhöht werden.), ausführlich im Artikel Eisenmangel. | Bestandteil vieler Enzyme und z. B. des Hämoglobins | 10–15 mg                          |
| Iod      | Meeresfische, Krustentiere, essbare Algen | Bestandteil der Schilddrüsenhormone | 200 µg                            |
| Kupfer   | Vollgetreide, Nüsse, Kakao, einige grüne Gemüse, Innereien von Wiederkäuern, Fische und Schalentiere | Bestandteil zahlreicher Redoxenzyme, Bestandteil lebenswichtiger Enzyme und Proteine; essentiell für das Wachstum von Säuglingen, die Knochenstärke, die Reifung von roten und weißen Blutzellen, den Eisentransport, den Cholesterin- und Glukosestoffwechsel, die Herzmuskelkontraktion und die Entwicklung des Gehirns. | 1–1,5 mg                          |
| Mangan   | Schwarztee, Nüsse, Vollgetreide und grünes Blattgemüse | Aktivator und Bestandteil zahlreicher Enzyme → antioxidativer Metabolismus, Knorpel- und Knochensynthese, Gluconeogenese | 1 mg, 2–5 mg                      |
| Molybdän | Allgegenwärtig (ubiquitär) | Bestandteil des universellen Molybdän-Cofaktors | 50–100 µg                         |
| Nickel   | | Bestandteil der Urease, der Methyl-Coenzym-M-Reduktase, manchen Hydrogenasen, der Kohlenmonoxid-Dehydrogenase | 25–30 µg                          |
| Selen    | Tierische Proteine aus selengefütterten Nutztieren (Mitteleuropa) → Eier, Fleisch | Bestandteil von 30–50 Selenoproteinen wie der Glutathionperoxidase | 1,5 µg/kg, 30–70 µg               |
| Silicium | Hirse, Bier | essentieller Bestandteil der Mucopolysaccharide in Epithelien und Bindegewebe Etwa 1,4 g im menschlichen Körper. | 30 mg                             |
| Vanadium | Hülsenfrüchte, Nüsse, Meeresfrüchte | verschiedene Wirkungen im Körper, etwa Stimulierung der Glykolyse in der Leber, Hemmung der Gluconeogenese – Essenzialität ungeklärt | <10 µg                            |
| Zink     | Tierische Lebensmittel, vor allem Käse, Innereien, Muskelfleisch, einige Fischsorten und besonders Schalentiere | Zinkabhängige Enzyme sind an nahezu allen Lebensvorgängen, z. B. Synthese von Kollagen, Thymulin, Testosteron oder Abbau von Alkohol durch Alkoholdehydrogenase, beteiligt | 12–15 mg, 7–10 mg                 |

Position im Periodensystem der chemischen Elemente:
| H  |    |    |    |    |    |    |    |    |    |    |    |    |    |    |    |    |    | He |
| Li | Be |    |    |    |    |    |    |    |    |    |    |    | B  | C  | N  | O  | F  | Ne |
| Na | Mg |    |    |    |    |    |    |    |    |    |    |    | Al | Si | P  | S  | Cl | Ar |
| K  | Ca | Sc |    | Ti | V  | Cr | Mn | Fe | Co | Ni | Cu | Zn | Ga | Ge | As | Se | Br | Kr |
| Rb | Sr | Y  |    | Zr | Nb | Mo | Tc | Ru | Rh | Pd | Ag | Cd | In | Sn | Sb | Te | I  | Xe |
| Cs | Ba | La | *  | Hf | Ta | W  | Re | Os | Ir | Pt | Au | Hg | Tl | Pb | Bi | Po | At | Rn |
| Fr | Ra | Ac | ** | Rf | Db | Sg | Bh | Hs | Mt | Ds | Rg | Cn | Nh | Fl | Mc | Lv | Ts | Og |
| -- | -- | -- | -- | -- | -- | -- | -- | -- | -- | -- | -- | -- | -- | -- | -- | -- | -- | -- |
|    |    |    |    |    |    |    |    |    |    |    |    |    |    |    |    |    |    |    |
|    |    |    | *  | Ce | Pr | Nd | Pm | Sm | Eu | Gd | Tb | Dy | Ho | Er | Tm | Yb | Lu |    |
|    |    |    | ** | Th | Pa | U  | Np | Pu | Am | Cm | Bk | Cf | Es | Fm | Md | No | Lr |    |

| Die vier organischen Grundelemente | Mengenelemente | essentielle Spurenelemente | wahrscheinlich essentielle Spurenelemente |

### Ultra-Spurenelemente
In der Biochemie ist ein Ultra-Spurenelement definiert als ein chemisches Element, das normalerweise weniger als ein Mikrogramm pro Gramm (< 1 µg/g; unter 1 ppm bzw. 0,0001 Gewichtsprozent) eines bestimmten Organismus ausmacht und dennoch eine bedeutende Rolle in dessen Stoffwechsel spielt. Ultra-Spurenelemente beim Menschen sind neben Cobalt auch Nickel und Silicium sowie möglicherweise Vanadium, Chrom, Bor, Brom, Lithium, Arsen und Zinn.
Womöglich sind einige Ultra-Spurenelemente in der Ernährung wichtiger als derzeit anerkannt. Zum Beispiel gibt es Hinweise aus Studien am Menschen, dass Bor eine vorteilhafte Wirkung auf den Calciumstoffwechsel, die Gehirnfunktion, den Energiestoffwechsel und möglicherweise auf Immunprozesse hat. Für Chrom wird eine bedeutsame Funktion bei der Potenzierung der Insulinwirkung im Metabolismus von Glucose und Lipiden bzw. eine vorteilhafte Wirkung bei Diabetes mellitus diskutiert.
Da bisher für keines dieser Elemente eine spezifische biochemische Funktion identifiziert wurde, ist ihre ernährungsphysiologischen Bedeutung noch nicht geklärt. Der vermutete Bedarf an Ultra-Spurenelementen hat jedoch das Interesse der Nahrungsergänzungsmittelindustrie geweckt.

## Sonstige Bedeutung
Neben den oben genannten Aspekten sind Spurenelemente im Sinne von „chemischen Fingerabdrücken“ u. a. auch bei archäologischen, archäometrischen, anthropologischen oder kriminaltechnischen Untersuchungen von Bedeutung. Durch deren Bestimmung können Rückschlüsse auf Herkunft, Lebensweise, Zeitraum oder Verunreinigung von Artefakten und Beweisstücken gewonnen werden.
In der Geochemie spielen Spurenelement-Informationen bei der Diskussion der Entstehungsgeschichte von Gesteinen und Mineralen eine wichtige Rolle.